# Budziska (gmina Latowicz)
Budziska – wieś sołecka w Polsce, położona w województwie mazowieckim, w powiecie mińskim, w gminie Latowicz. 
W latach 1526–1795 wieś należała do starostwa latowickiego. W latach 1795–1809 – pod zaborem austriackim. Od 1809 r. w Księstwie Warszawskim, guberni warszawskiej, powiecie siennickim, a od 1866 r. w powiecie mińskim (od 1868 nazwa powiatu nowomiński). W latach 1870–1954 należała do gminy Wielgolas, w latach 1955-1972 – do Gromadzkiej Rady Narodowej w Wielgolesie, od 1973 r. należy do gminy Latowicz. W latach 1919–1939 była w granicach województwa warszawskiego, 1939-1945 w Generalnym Gubernatorstwie, 1946-1975 w województwie warszawskim, od 1975 do 1998 r. – w granicach województwa siedleckiego. Od 1999 r. znajduje się w województwie mazowieckim.
Wierni Kościoła rzymskokatolickiego należą do parafii Świętej Trójcy w Latowiczu.

## Historia
Najstarsze ślady osadnictwa pochodzą z późnego paleolitu i są to fragmenty narzędzi krzemiennych. Znajduje się tu cmentarzysko obrządku ciałopalnego. Pierwsze wzmianki o wsi pojawiły się po raz pierwszy w 1662 r., jako posiadłości należącej do dóbr Dębe Małe. 
W 1827 r. wieś liczyła 12 domów i 109 mieszkańców, zaś w 1880 r. liczba domów wzrosła do 17. W 1932 r. wieś liczyła 35 domów i ok. 190 mieszkańców. W 1970 r. wieś liczyła 203 mieszkańców, a w 2000 r. 180 mieszkańców. Przyrost naturalny w latach 1970-2000 wyniósł (-11,3%). W 1988 r. we wsi było 43 domów, w 2009 - 46 domów.

## Miejsca pamięci
- We wsi znajduje się kopiec z krzyżem, usypany w 1938 r. przez młodzież ku czci bohaterów walczących za Ojczyznę.